# 发展真理徽章
发展真理徽章是表彰在印度尼西亚共和国整体和某些领域的发展做出巨大贡献的印度尼西亚公民的一种荣誉标志。这一荣誉由1959年关于发展真理徽章荣誉的第030号政府条例予以确认。该项荣誉亦可颁发给外国公民。发展真理徽章于5月20日进行授章，除非有特殊事件阻止荣誉的授予。